# 思春期
思春期（ししゅんき、独: Pubertät、英: puberty）とは、小学校高学年のころから始まる第２次性徴の出現などの児童期から成人期へと移行する中間の時期。
青年期とほぼ同義だが，思春期という場合には性的成熟に焦点が合わされる。それに伴い感受性や気分の高揚、それまで未分化に結びついていた環境からの分化・独立に起因する不安・動揺がみられ，これらは第2反抗期と呼ばれる。
医学的には「第二次性徴の発現の始まりから成長の終わりまで」と定義されている。英語の「puberty」は、陰部に恥毛が生え始める時期から由来している。こうした発育の時期は、栄養状態や運動量などからも何歳あたりから何歳あたりまでとは必ずしも一定しない。個人差にもかなり左右される。そのため、生涯発達の発達段階とは別項目となっている。

## 変化

### 身体面

男性のタナー段階。思春期前は男性器・陰毛共にI。男性器がIIになることで思春期に入るが、陰毛がIIになるのはそれより後となり、以降もタナー段階の進み具合が男性器と陰毛で必ずしも同一になるとは限らない。

女性のタナー段階。思春期前は乳房・陰毛共にI。乳房がIIになることで思春期に入るが、陰毛がIIになるのはそれより後となり、以降もタナー段階の進み具合が乳房と陰毛で必ずしも同一になるとは限らない。

第二次性徴を反映する。思春期の始まりは男子の場合は男性器のタナー段階でIIに達したとき、女子の場合は乳房の発達が始まった（Thelarche）時（乳房のタナー段階でIIの前半→乳頭期）であり、ジュニアブラを着け始めるべき時期でもある。平均して年齢で男子は11歳6ヶ月・女子は9歳9ヶ月に始まり、前後2年程度の個人差、身長で男子は145cm・女子は134cmで始まる。思春期が早くなる要因に、肥満児（ジャンクフードで蛋白質・カルシウム不足）・愛情不足（虐待・ネグレクト）がある。
性器以外での外形的性差は女子は思春期開始と同時に乳房の発達が始まる（Thelarche）ことで生ずるが、男子は思春期開始して男性器が一定以上発達するまでは性器以外の外形的性差は生じない。男女とも染色体異常や性分化疾患、内分泌器系の異常などを持っている人は、下記通りに出現しない場合がある。

### 思春期における二次性徴発現の順序

#### 男性
1. 精巣の増大と陰嚢の変色（男性器のタナー段階II）、この時点で思春期が始まった事に気づきにくい[8][9]。
2. 陰茎の長大化（男性器のタナー段階III）、陰茎の付け根から陰毛が発生する（男性器のタナー段階がIIIになってから約1年後に発生し始め、約1年後男性器のタナー段階は成長に個人差があるため、IIIのままかIV以降に成長しているかのどちらかとなる[10]）、陰毛が発生することによってはっきり思春期に入っている事に気づく[8][9]。
3. 陰茎の変色
4. 精通の発生 - 初めての射精で、白くてドロドロしたものである。※陰毛より前に、精通する男子もいる。
5. 勃起、朝立ちの発生
6. 変声（声変わり）の発生 - 約1オクターブ程低くなる。声変わりしかけている時は声がかすれて出にくいことが多い。
7. 腋毛・髭・体毛の発生（陰毛のタナー段階IVに達した頃から、髭の発生は腋毛の発生よりやや遅れる[10]）、乳輪の面積が若干広くなり、乳頭と共に茶色や黒色に変色する[注 2]。
8. （勃起時に）包皮が自然に後退し、陰嚢・包皮の黒みが完全に大人と同じになる。（男性器のタナー段階V）
9. 肩幅が広くなる
10. 筋肉の発達
11. 乳房の発達（女性ほど顕著ではない）[注 2]
12. 顔面の変化（女性に比べて著明に現れ、眉弓骨が隆起する）
13. 体臭の発生

#### 女性
1. 乳房の発達（Thelarche・ここから初潮の1年前までは乳房のタナー段階II（成長STEP1[2][3]、II前半は乳頭期として乳首が膨らみ始め、II後半は乳輪期として乳輪付近が膨らみ始める[4][5]、大人への体型の変化し始めでまだ子供の体型に近い））、白い体操シャツやTシャツ1枚のみ着用且つ胸と密着した時[11]、乳首・乳輪付近に疼痛や痒みが生じたり、胸ポチが生じやすくなることで、思春期に入ったことに気づきやすく[8]、これを機にノーブラを止めてジュニアブラ（ブラジャー）を着け始める[注 1]時期でもある。
2. 外陰部に脂肪が貯まり大陰唇が大きく丸みを帯び始める。後に恥丘・大陰唇に皮下脂肪が多くなり膨隆、大陰唇がやや黒くなり、小陰唇も大きく厚くなりピンク色となる[12]。
3. 陰毛の発生（乳房のタナー段階IIIからIVの間で発生する[10]関係で順序がこれより後になる場合もある）。最初は女性器の大陰唇（陰裂）の内側から陰毛が発生し始める為、発生し始めは足を揃えた状態では陰毛が見えにくい。
4. 初潮の数ヶ月前から下り物が増え、後に初潮が発生（初潮の前後1年間の乳房はタナー段階III（成長STEP2[2][3]、III前半は第1乳房期でIII後半は第2乳房期[4]、初潮の前後1年間は急激に体型が変化する[3]））。おなかがまっすぐになり、骨盤が発達し、尻がふっくらと膨らんで丸みを帯びていく(初潮の前後1年間に発生[2][3])ため、ヒップサイズが77cm（ジュニアショーツ2Sサイズの下限）以上で且つ初経の前後1年間以降は女児ショーツからジュニアショーツへ履き替えるべき時期である[13]。
5. 腋毛の発生
6. 皮下脂肪の増大
7. ウエストにくびれが形成され、臀部から殿溝にかけて成長が生じる(初潮の1年後以降に発生、その頃の乳房はタナー段階IV（成長STEP3[2][3]、形成期[4]、大人の体型に近くなる))
8. 変声の発生（男性ほど著明ではない）
9. 顔面の変化
10. 体臭の発生

### 心理面
字面の通りでは、その後に続く「青春期」を「思い始める」時期であると解釈される。海外ではティーンエイジャー （teenager） の中でもローティーン （lowteen） もしくはミドルティーン （middleteen） が相当する。この時期は身体的に大きく変化を遂げる時期であり、ホルモン均衡が不安定であること、また社会的にも子供から大人への過渡期として、自らの行動に周囲の大人から責任を持たされたり、それまで認められていた甘えが許されなくなるなど、本人をとりまく社会の対応も大きく変化する時期であり、精神的には不安定になりやすい時期である。
女性は思春期初来を機に思春期前と異なる生活様式へと変化する。思春期初来から乳房の発達が始まり（Thelarche）、ブラジャー（成人型乳房になるまではジュニアブラジャー）を日常生活で着用し始め、下り物が増えてくるとおりものシートが、初経を迎える時には生理処理用品（ナプキン）やサニタリーショーツが日常生活で必要となる（いつから始まっても良いようにそれぞれ事前に準備が必要）。男性は思春期初来を機に思春期前と異なる生活様式へと変化しないが、後に髭が生え始めると髭剃りが必要となってくる場合がある。それが原因で心理面にも影響が出やすい。
集団入浴や陰部を露出させる着替えなどで陰毛があることを理由に同級生からからかわれることを心配し、家族などに相談せずに陰毛を剃毛する者もある。これは、男子は陰毛の生え始め（陰毛のタナー段階II）を以て思春期に既に入っていることに気づき、女子は既に発達中である乳房（乳房のタナー段階II以降）により思春期に入っていることに気づいているが、それに加えて陰毛も生え始める（陰毛のタナー段階II）ことから戸惑いを起こすためで、児童心理学では戸惑いから来る成長の否認、もしくは抵抗として、一種の赤ちゃん返りに似た心理行動として受け止められている。これは防衛本能の一種であって、剃毛し、自身にとって見慣れた無毛の状態を見ることで心の安定を取り戻すことを目的としている。しかし、剃刀や毛抜きなどを扱い方を知らずに使用することは危険であり、傷や肌に損傷を与えることがある。
中学校に進学すると状況は逆転し、陰毛がなかなか生えてこないことに悩みをもつ者もいる。
第二次性徴の発来には個人差が大きく、精通や初潮後1、2年にわたって無毛のままであったり、陰毛がある程度生え揃ってなお精通も初潮も迎えなかったり、精通や初潮も発毛もなかなか来なかったりすることは、珍しいことではない。

### 男子の包茎
思春期前の陰茎は基本的に包茎（真性包茎）であり、亀頭を露出させたり、包皮を翻転させることは困難である。思春期の時期に陰茎が大きく成長し、勃起を繰り返したり、日常的に自慰（オナニー）をすることによって、徐々に包皮口が緩んで亀頭先端が露出するようになる。さらに陰茎が成長したり自慰を繰り返すことで包皮口が広がり、亀頭部を完全に露出できるようになる。
露出できるようになったばかりの亀頭は非常に敏感であり、下着に擦れて痛みを伴うことがある。
また、包皮口がまだ完全には緩んでいないため、勃起した際にカントン包茎の状態になり亀頭を締め付けたり、包皮を慌てて被せようとして刺激を与えてしまい、予期せぬ場所や時機で射精してしまうこともある。
思春期においては、自分は包茎ではないかと悩んだり、逆に、亀頭を露出できるようになることを知らないまま陰茎の形が変わっていくことに不安を覚える者もいる。

## 思春期の性的欲求

### 性交渉への欲求
東京都幼・小・中・高・心性教育研究会の「児童・生徒の性に関する調査」では、「あなたは、今まで性的接触（性交・セックス・SEX）をしたいと思ったことがありますか」という調査項目で性交渉への欲求を調査しているが、中学3年生男子の性交渉への欲求は1999年調査を境に急激に減少しており、1987年調査ではおよそ7人中6人（86%）が「ある」と回答したのに対し、2014年調査では4人中1人の割合（25.7%）まで低下する、いわゆる草食化の傾向を示している。
| 0 50 100 (%) 割合 男子 女子 84 73 29 87 86 36 90 81 36 93 67 37 96 68 34 99 68 33 02 50 26 05 38 23 08 31 14 11 14 25.7 10.9 |

（設問「あなたは、今まで性的接触（性交）をしたいと思ったことがありますか」に「ある」と回答した中学3年生の割合。2011年は調査なし。）
また、ジェクスが行った「ジャパン・セックスサーベイ2017」では、最も若い年齢層である20代で「初めて性交渉をしたいと思った時期は」との設問に「現在含め、全く思ったことがない」と回答している割合が20%超、「自慰の頻度」について「全くしたことがない」が10%超という結果となっており、性的欲求の低下を示している。

### 性交渉の経験率と初交年齢
性教育協会の調査では、2005年調査以降、高校生、大学生の性交渉経験率が減少しているのに対し、中学生では1999年以降ほぼ横ばいで推移しており、低年齢で性交渉を経験する一定の層が形成された反面、それ以外の層では初交年齢（はじめて性交渉をした年齢）が高くなる二極化の様相を呈している。
| 学校   | 中学 | 中学 | 高校  | 高校  | 大学  | 大学  |
| 性別   | 男   | 女   | 男    | 女    | 男    | 女    |
| ------ | ---- | ---- | ----- | ----- | ----- | ----- |
| 1974年 |      |      | 10.2% | 5.5%  | 23.1% | 11.0% |
| 1981年 |      |      | 7.9%  | 8.8%  | 32.6% | 18.5% |
| 1987年 | 2.2% | 1.8% | 11.5% | 8.7%  | 46.5% | 26.1% |
| 1993年 | 1.9% | 3.0% | 14.4% | 15.7% | 57.3% | 43.4% |
| 1999年 | 3.9% | 3.0% | 26.5% | 23.7% | 62.5% | 50.5% |
| 2005年 | 3.6% | 4.2% | 26.6% | 30.0% | 61.3% | 61.1% |
| 2011年 | 3.7% | 4.7% | 14.6% | 22.5% | 53.7% | 46.0% |
| 2017年 | 3.7% | 4.5% | 13.6% | 19.3% | 47.0% | 36.7% |

（設問「あなたは、いままでに、性交渉（性交）の経験がありますか。」（中学生は「性交渉（性交）の代わりに「性的接触」）に「ある」と回答した者の学校種別割合。中学生のデータについては、調査対象に中学生を追加した1987年（第３回）調査以降の数値。）
| 年齢   | 年齢 | 12歳 | 13歳 | 14歳 | 15歳 | 16歳  | 17歳  | 18歳  | 19歳  | 20歳  | 21歳  |
| ------ | ---- | ---- | ---- | ---- | ---- | ----- | ----- | ----- | ----- | ----- | ----- |
| 1999年 | 男   | 1.1% | 1.8% | 3.7% | 9.9% | 19.7% | 28.7% | 38.9% | 46.0% | 54.3% | 53.4% |
| 1999年 | 女   | 1.3% | 1.5% | 2.3% | 9.9% | 16.6% | 28.0% | 32.9% | 32.0% | 39.5% | 65.9% |
| 2005年 | 男   | 1.5% | 1.6% | 5.2% | 7.2% | 21.4% | 24.2% | 38.0% | 51.5% | 57.7% | 67.6% |
| 2005年 | 女   | 2.9% | 2.5% | 4.2% | 9.4% | 21.7% | 30.4% | 42.8% | 43.0% | 59.1% | 73.2% |

（設問「あなたは、いままでに、性交渉（性交）の経験がありますか。」（中学生は「性交渉（性交）の代わりに「性的接触」）に「ある」と回答した者の年齢別割合。）
ソフト・オン・デマンドの調査では、初交年齢の平均は19.0歳（2009年調査）、19.1歳（2012年調査）で、16歳～19歳の男性では32.8%(2009年調査)、28.0%(2012年調査)が性交渉を経験済みであるとしている。また、コンドーム製造会社のDurex社による調査では、日本人の初交年齢の平均は17.2歳で、調査対象41か国平均(17.3歳)とほぼ同じ、最も早かった国はアイルランド(15.6歳)で、次いでドイツ(15.9歳)、スウェーデン(16.1歳)、デンマーク(16.1歳)と続いた。
10代のうちに性交渉を経験した層に限定すると、ソフト・オン・デマンドの調査では平均初交年齢は16.6歳(2009年調査）から16.4歳(2012年調査)の間でほぼ横ばいであり、初交時のコンドーム使用率は16歳～19歳の層で87.2%（2009年調査）、82.5%（2012年調査）に上る。

## 題材とする作品
思春期を題材にした映画では、大林宣彦や相米慎二が得意分野とし、大林の尾道三部作などが有名である。海外では、過激な性描写のためにDVDが発売後に回収されるという経緯を持つ『思春の森』などがあげられ、いずれも思春期というものが性と関わりの深い年代であることを表している。恋愛漫画や恋愛ゲームの大半が思春期を題材とした、いわゆる『学園もの』に該当する。過激な性描写のために評定や法令に基づく年齢制限がかけられたり、審査を担当した組織によっては、登場人物の年齢設定も18歳以上に変更となるケースも少なくない。